# Котельников (хутор)
Коте́льников — хутор в Котельниковском районе Волгоградской области, в составе Котельниковского сельского поселения. Крупнейший населённый пункт сельского поселения.
Население — 748 (2010)

## История
Дата основания не установлена. Хутор впервые обозначен на карте Российской империи 1812 года.
Согласно Списку населённых мест Земли Войска Донского, в 1859 году хутор относился к юрту станицы Верхне-Курмоярской, на хуторе имелось 26 дворов, всего проживало 357 человек. В 1873 году на хуторе Кательникове имелось 60 дворов, проживало 170 душ мужского и 184 женского пола.
Согласно переписи населения 1897 года на хуторе Котельниковом проживало 436 душ мужского и 286 женского пола. Согласно алфавитному списку населенных мест Области войска Донского 1915 года на хуторе имелся 151 двор, проживало 508 душ мужского и 481 женского пола, имелись хуторское правление, школа
По состоянию на 1936 год в составе Котельниковского района Сталинградской (Волгоградской) области. До 1953 года являлся административным центром Котельниковского сельсовета.

## Физико-географическая характеристика
Хутор расположен в степи в пределах западной покатости Ергенинской возвышенности, относящейся к Восточно-Европейской равнине, на берегах реки Аксай Курмоярский, на высоте около 40-50 метров над уровнем моря. Рельеф местности холмисто-равнинный. В окрестностях посёлка распространены каштановые солонцеватые и солончаковые почвы и солонцы (автоморфные).
По автомобильным дорогам расстояние до областного центра города Волгограда составляет 210 км, до районного центра города Котельниково — 5 км (до центра города), до административного центра сельского поселения посёлка Ленина — 7,6 км.
Часовой пояс
Котельников, как и вся Волгоградская область, находится в часовой зоне МСК (московское время). Смещение применяемого времени относительно UTC составляет +3:00.

## Население
Динамика численности населения
| 1859 | 1873 | 1897 | 1915 | 2002 |
| ---- | ---- | ---- | ---- | ---- |
| 357  | 722  | 987  | 989  | 739  |

| 2010 |
| ---- |
| 748  |

## Известные уроженцы
- Патлаенко, Эдуард Николаевич (1936—2019) — композитор, музыкальный педагог, заслуженный деятель искусств РСФСР (1987).